# Лорд, Фрэнк
Фрэнк Лорд (англ. Frank Lord; 13 марта 1936, Чаддертон, Большой Манчестер — июнь 2005, Кейптаун) — английский футболист и тренер.

## Карьера
Выступал на позиции центрфорварда. Начинал карьеру в «Рочдейле». За свою карьеру играл в втором дивизионе «Плимут Аргайл» и «Блэкберн Роверс».
В качестве тренера работал с английскими клубами и в ЮАР. С 1983 по 1985 гг. руководил сборной Малайзией.
В последние годы Лорд жил в Кейптауне и являлся скаутом клуба «Манчестер Юнайтед». Скончался от сердечного приступа в июне 2005 года.

## Достижения
- Обладатель Кубка Малайзии (1): 1983.
- Бронзовый призер Игр Юго-Восточной Азии (1): 1985.